# فردودگاه تکبانده مولگی
فردودگاه تکبانده مولگی (به انگلیسی: Mulegé Airstrip) یک فرودگاه همگانی با کد یاتا MUG است که یک باند فرود خاک دارد و طول باند آن ۷۰۶ متر است. این فرودگاه در کشور مکزیک قرار دارد و در ارتفاع ۳۸ متری از سطح دریا واقع شده‌است.